# Talève des Marquises
Porphyrio paepae
Espèce
Statut de conservation UICN

 EX  : Éteint
Répartition géographique
La Talève des Marquises (Porphyrio paepae) est une espèce d'oiseaux vraisemblablement éteinte, de la famille des Rallidae et originaire des îles de Hiva Oa et Tahuata, dans l'archipel des Marquises. Elle a été décrite à l'origine à partir de restes subfossiles vieux de 600 ans de Tahuata et Hiva Oa. 
La Talève des Marquises a peut-être survécu jusqu'au début du XXe siècle : dans le coin inférieur droit du tableau peint par Paul Gauguin en 1902 Le Sorcier d'Hiva Oa ou le Marquisien à la cape rouge se trouve un oiseau qui ressemble aux descriptions indigènes de Porphyrio paepae, et Thor Heyerdahl a affirmé avoir vu un oiseau incapable de voler similaire sur Hiva Oa en 1937.

## Systématique
L'espèce Porphyrio paepae a été décrite en 1988 par l'ornithologue américain David William Steadman (d) (1951-),.

## Galerie

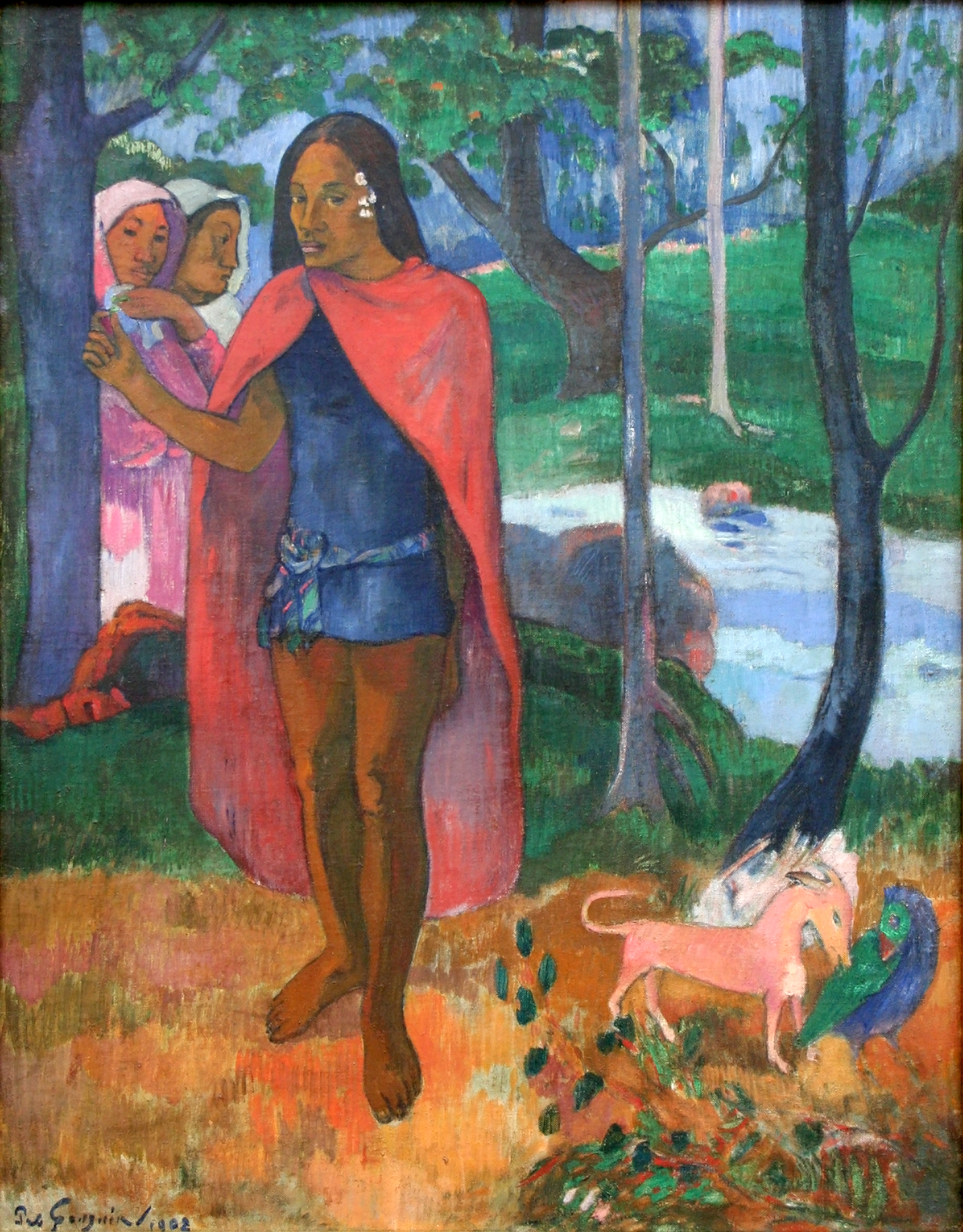
Le tableau complet de Gauguin, Le Sorcier d'Hiva Oa.
Carte des îles Marquises.

## Étymologie
Son épithète spécifique reprend le terme marquisien paepae qui désigne le vestige archéologique que représentent les aires dallées qui servaient de fondation à des constructions de bois.

### Publication originale
- (en) David W. Steadman, « A New Species of Porphyrio (Aves, Rallidae) from Archaeological Sites in the Marquesas islands », Proceedings of the Biological Society of Washington, Washington, Biological Society of Washington (d), vol. 101,‎ 1988, p. 162-170 (ISSN 0006-324X et 1943-6327, OCLC 1536434, lire en ligne).